# Hermanus Christianus Hanewinkel
Hermanus Christianus Hanewinkel (ook: Hanewinckel) (Bakel, 15 december 1730 - Nuenen, 31 oktober 1808) was de zesde predikant van Nuenen.
Hanewinkel, zoon van Albertus Hanewinkel en Catharina Hermanni, werd in 1763 als dominee bevestigd. Op zijn verzoek werd een nieuwe pastorie gebouwd die in 1764 gereed kwam. Deze pastorie zou later bekendheid verwerven als het Domineeshuis op Berg 26, waar ook Vincent van Gogh heeft gewoond. Het huis bestaat nog steeds, is nog steeds domineeshuis. Het is een van de oudste woonhuizen van Nuenen.
In 1798 kregen de katholieken hun kerken en parochie-eigendommen weer terug. Ze eisten meteen ook de hervormde pastorie op, maar deze kregen ze niet, aangezien die eigendom van de hervormde gemeente was en nimmer eigendom van de katholieke parochie was geweest.
Hermanus Hanewinkel was getrouwd met Catharina Elisabeth Sluiter, de kleindochter van Pero de Cassemajor. Zij kregen 11 kinderen. Eén daarvan was Stephanus Hanewinkel, die eveneens predikant werd en bekendheid zou verwerven als auteur.
Hermanus stierf in 1808 na 44 jaar in de pastorie te hebben gewoond. 